# 粗拟刺参
粗拟刺参（学名：Pseudostichopus trachus）为辛那参科拟刺参属的动物。分布于印度尼西亚、日本、菲律宾、非洲东岸，包括东海等海域，常栖息于水深180-1420米的软泥底。该物种的模式产地在印度尼西亚。